# Wilting in the Light
Wilting in the Light è un singolo del gruppo musicale statunitense Light the Torch, pubblicato il 9 aprile 2021 come primo estratto dal quarto album in studio You Will Be the Death of Me.

## Tracce
1. Wilting in the Light – 3:48 (testo: Howard Jones – musica: Francesco Artusato)

## Formazione
Gruppo
- Howard Jones – voce
- Francesco Artusato – chitarra, programmazione
- Ryan Wombacher – basso, cori
- Alex Rüdinger – batteria

Produzione
- Josh Gilbert – produzione, ingegneria del suono
- Light the Torch – produzione
- Joseph McQueen – ingegneria del suono, missaggio
- Francesco Artusato – ingegneria del suono aggiuntiva
- Ted Jensen – mastering